# 8308 Julie-Melissa
8308 Julie-Melissa este o planetă minoră (asteroid), cu un diametru de 3,008 km, din centura de asteroizi. A fost descoperită pe 17 aprilie 1996 la Observatorul European Austral de Eric Walter Elst și a fost numită după Julie Lejeune⁠(d). 
Obiectul prezintă o orbită caracterizată de o semiaxă mare de 2,3047904 UAi, o excentricitate de 0,17, o înclinație de 2,67157 ° în raport cu ecliptica.